# Contea di Butler (Kansas)
La contea di Butler (in inglese Butler County) è una contea dello Stato USA del Kansas. Al censimento del 2000 la popolazione era di 59 482 abitanti. Il suo capoluogo è El Dorado.

## Geografia fisica
Secondo l'Ufficio del censimento statunitense, l'estensione della contea è di 1446 km², di cui 1428 km² composti da terra e 18 km² composti di acqua.

## Contee confinanti
- Contea di Chase, Kansas - nord-est
- Contea di Greenwood, Kansas - est
- Contea di Elk, Kansas - sud-est
- Contea di Cowley, Kansas - sud
- Contea di Sumner, Kansas - sud-ovest
- Contea di Harvey, Kansas - ovest
- Contea di Sedgwick, Kansas - ovest
- Contea di Marion, Kansas - nord-ovest

## Maggiori città
- El Dorado
- Andover
- Augusta
- Rose Hill
- Douglass
- Towanda
- Benton
- Leon
- Whitewater
- Potwin
- Elbing
- Latham
- Cassoday

## Storia
La Contea di Butler venne istituita il 25 agosto 1855.